# Sportklub Rapid 2011-2012
Questa pagina raccoglie i dati riguardanti lo Sportklub Rapid nelle competizioni ufficiali della stagione 2011-2012.

## Stagione
La stagione vede la squadra classificarsi al 2º posto in Bundesliga, dietro al Salisburgo campione d'Austria.
In coppa, il Rapid viene eliminato per mano del Ried negli ottavi di finale.

## Organigramma societario
Aggiornato al 1º maggio 2012.
- Rudolf Edlinger - Presidente
- Siegfried Menz - Vicepresidente
- Johann Smolka - Direttore delle finanze
- Helmut Nahlik - Direttore delle finanze
- Nikolaus Rosenauer - Segretario
- Max Palla - Consigliere
- Gerhard Höckner - Consigliere
- Josef Kamper - Consigliere
- Werner Kuhn - Direttore generale
- Stefan Ebner - Sportmanager
- Gaby Fröschl - Team manager
- Claudia Eichberger - Contabile
- Peter Klinglmüller - Addetto stampa
- Markus Blümel - Addetto marketing
- Rainer Karutz - Addetto marketing
- Andreas Marek - Klubservice
- Clemens Pieber - Addetto merchandising, sicurezza e biglietti
- Astrid Salzer - Addetta al settore giovanile, tifosi e call-center
- Martina Mosovski - Organizzazione eventi

- Peter Schöttel - Allenatore
- Thomas Hickersberger - Allenatore in seconda
- Dritan Baholli - Allenatore in seconda
- Raimund Hedl - Allenatore portieri
- Benno Zifko - Medico sociale
- Andreas Mondl - Medico sociale
- Thomas Balzer - Medico sociale
- Wolfgang Frey - Massaggiatore
- Wolfgang Skalsky - Massaggiatore
- Günther Karrer - Fisioterapista

## Rosa
Aggiornato al 1º maggio 2012.
| N. |                       | Ruolo | Calciatore          |
| -- | --------------------- | ----- | ------------------- |
| 1  | Slovacchia (bandiera) | P     | Ján Novota          |
| 3  | Austria (bandiera)    | D     | Jürgen Patocka      |
| 4  | Austria (bandiera)    | D     | Thomas Schrammel    |
| 6  | Austria (bandiera)    | D     | Mario Sonnleitner   |
| 7  | Austria (bandiera)    | C     | Stefan Kulovits     |
| 8  | Finlandia (bandiera)  | C     | Markus Heikkinen    |
| 11 | Germania (bandiera)   | C     | Steffen Hofmann     |
| 14 | Austria (bandiera)    | D     | Markus Katzer       |
| 15 | Austria (bandiera)    | A     | Atdhe Nuhiu         |
| 16 | Austria (bandiera)    | C     | Boris Prokopič      |
| 17 | Austria (bandiera)    | D     | Christian Thonhofer |
| 19 | Austria (bandiera)    | C     | Christopher Drazan  |

| N. |                     | Ruolo | Calciatore              |
| -- | ------------------- | ----- | ----------------------- |
| 20 | Austria (bandiera)  | A     | René Gartler            |
| 22 | Norvegia (bandiera) | D     | Ragnvald Soma           |
| 23 | Austria (bandiera)  | C     | Thomas Prager           |
| 24 | Austria (bandiera)  | P     | Helge Payer             |
| 25 | Austria (bandiera)  | C     | Dominik Wydra           |
| 26 | Austria (bandiera)  | A     | Lukas Grozurek          |
| 27 | Austria (bandiera)  | D     | Harald Pichler          |
| 28 | Austria (bandiera)  | A     | Christopher Trimmel     |
| 30 | Austria (bandiera)  | A     | Guido Burgstaller       |
| 31 | Austria (bandiera)  | P     | Lukas Königshofer       |
| 33 | Austria (bandiera)  | A     | Deni Alar               |
| 36 | Austria (bandiera)  | D     | Michael Schimpelsberger |

## Calciomercato
Tutti i movimenti di mercato della stagione 2011-2012.
| Arrivi | Arrivi              | Arrivi              | Arrivi     |
| R.     | Nome                | da                  | Modalità   |
| ------ | ------------------- | ------------------- | ---------- |
| A      | Guido Burgstaller   | Wiener Neustadt     | svincolato |
| A      | Deni Alar           | Kapfenberger        | definitivo |
| D      | Thomas Schrammel    | Ried                | definitivo |
| D      | Harald Pichler      | Wacker Innsbruck    | definitivo |
| P      | Ján Novota          | DAC Dunajská Streda | definitivo |
| C      | Thomas Prager       | Lucerna             | prestito   |
| D      | Christian Thonhofer | Wiener Neustadt     | prestito   |
| C      | Thomas Bergmann     | Wacker Innsbruck    | prestito   |
| D      | Andrey Lebedzeŭ     | Lustenau 07         | prestito   |
| C      | Christoph Saurer    | Wiener Neustadt     | prestito   |

| Partenze | Partenze                   | Partenze        | Partenze      |
| R.       | Nome                       | a               | Modalità      |
| -------- | -------------------------- | --------------- | ------------- |
| D        | Christoph Schösswendter    | Altach          | svincolato    |
| D        | Hannes Eder                | Altach          | svincolato    |
| A        | Mario Konrad               | Horn            | svincolato    |
| A        | Veli Kavlak                | Beşiktaş        | definitivo    |
| A        | Hamdi Salihi               | D.C. United     | definitivo    |
| D        | Tanju Kayhan               | Beşiktaş        | definitivo    |
| C        | Yasin Pehlivan             | Gaziantepspor   | definitivo    |
| C        | Thomas Hinum               | Ried            | -             |
| A        | Jan Vennegoor of Hesselink | -               | svincolato    |
| P        | Raimund Hedl               | -               | fine carriera |
| D        | Andreas Dober              | -               | svincolato    |
| P        | Andreas Lukse              | -               | svincolato    |
| D        | Andrey Lebedzeŭ            | Lustenau 07     | svincolato    |
| C        | Christoph Saurer           | Wiener Neustadt | -             |
| P        | Georg Blatnik              | Grödig          | -             |
| C        | Thomas Prager              | Lucerna         | -             |